# Sidodadi (Penarik)
Sidodadi is een bestuurslaag in het regentschap Muko-Muko van de provincie Bengkulu, Indonesië. Sidodadi telt 1343 inwoners (volkstelling 2010).